# Рабинович, Роман Аронович
Роман Аронович Рабинович (род. 1962, Кишинёв) — советский и молдавский историк, археолог. Кандидат исторических наук.

## Биография
С 1979 года работал лаборантом в Институте археологии и этнографии Академии наук Молдавской ССР (впоследствии Республики Молдова). Окончил исторический факультет Одесского государственного университета им. И. И. Мечникова (1988) и был принят в Институт археологии и этнографии в качестве научного сотрудника (впоследствии старший научный сотрудник). Проходил научную стажировку (1991—1993), затем целевую аспирантуру в Институте истории материальной культуры Российской академии наук в Санкт-Петербурге. Кандидатскую диссертацию по теме «Карпато-Днестровские земли во второй половине IX — первой половине XIII в. (историко-археологическое исследование)» защитил в 1997 году.
Участвовал в раскопках в Этулии, Данченах, Старом Орхее, Бранештах, Алчедаре, Руди, Скоке и других населённых пунктах Молдавии. Руководил археологическими раскопками на средневековых городищах Германарие под сёлами Новая Татаровка и Тарасово.
Ректор и проректор по научной работе Высшей антропологической школы в Кишинёве. Редактор-координатор научного журнала «Stratum plus», посвящённого вопросам археологии и культурной антропологии. Научный сотрудник Отдела славяно-финской археологии Института истории материальной культуры РАН, Санкт-Петербургского отделения.
Работы посвящены исследованию истории и культуры средневековых народов уличи и тиверцы, проживавших в Карпато-Днестровских землях и на окружающих территориях в IX—X вв., ранней истории славян, средневековой археологии приднестровского и придунайского регионов.

## Под редакцией Р. А. Рабиновича
- Ремесло археолога. СПб.—Кишинёв: Stratum plus, 2010.